# اداگودی
اداگودی (به انگلیسی: Adagodi) در هند است که در کارناتاکا واقع شده‌است.